# Krista Ivković Ivandekić
Krista Ivković Ivandekić je hrvatska naivna umjetnica u tehnici slame iz Đurđina. Začetnica je slamarskog umjetništva na ovim prostorima. Rodom je bačka Hrvatica.